# Louis Treumann

Louis Treumann

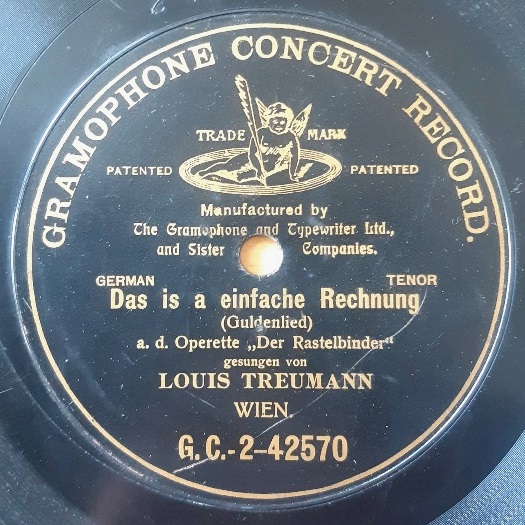
Schallplatte von Louis Treumann (Wien 1903)

Louis Treumann (* 3. März 1872 in Wien als Alois Pollitzer; † 5. März 1943 im Ghetto Theresienstadt) war ein österreichischer Operettensänger (Tenor) und Schauspieler.

## Leben
Der als Sohn jüdischer Kaufleute unter dem Namen Alois Pollitzer in Wien geborene Sänger und Schauspieler Louis Treumann gehörte zu den großen Stars um Franz Lehár. 1905 änderte er seinen Familiennamen auch amtlich in Treumann.
Nachdem er zu Beginn seiner Laufbahn noch Arbeiten hinter der Bühne erledigen musste, folgten rasch erste Rollen an kleineren Theatern in Deutschland und Österreich. Der große Durchbruch war 1902 seine Verpflichtung am Carltheater in Franz Lehárs «Rastelbinder» an der Seite von Mizzi Günther.
Ein steiler Aufstieg begann. Zum Meilenstein seiner Karriere wurde die Weltpremiere der «Lustigen Witwe» (1905), wo er die Rolle des Danilo sang.
Danach wechselte Louis Treumann ans Johann Strauß-Theater. Später folgten auch wieder Auftritte in Deutschland. Doch das Zentrum seines Wirkens blieb Wien. Hier war er vor allem in Stücken von Lehár zu sehen.

Ende der 20er Jahre folgten auch Engagements für einige Filme.
Doch die 30er Jahre brachten für Treumann die Wende. Als Jude wurden die Auftrittsmöglichkeiten in Deutschland und Österreich immer schwieriger. Seine letzte Vorstellung hatte er 1935 mit „Maja“, danach durfte er nicht mehr arbeiten.

1942 wurde er verhaftet und in ein Sammellager gebracht. Der Schauspielerkollege Theo Lingen konnte kurzfristig zwar eine Haftentlassung durchsetzen. Doch die Freiheit war nur von kurzer Dauer. Bald darauf wurde Louis Treumann erneut verhaftet.
Was folgte, waren Jahre der Ungewissheit. Immer wieder war er für Transporte in ein Konzentrationslager vorgesehen.

Doch stets waren es einflussreiche Freunde, die ihre schützende Hand über ihn hielten. Auch Franz Lehár versuchte seinen Einfluss einige Male geltend zu machen, um einen Transport zu verhindern.
Doch am 28. Juli 1942 wurde der 70-jährige Treumann schließlich zusammen mit seiner Frau Stefanie nach Theresienstadt deportiert. Sie starb nur zwei Monate später, und ihr Tod stürzte Louis Treumann in eine tiefe Depression. Am 5. März 1943 starb auch er im Konzentrationslager Theresienstadt.
1955 wurde die Treumanngasse in Wien-Hietzing nach ihm benannt.

## Trivia
- Louis Treumann war sich seines Talents als Sänger und Darsteller sowie seiner enormen Popularität durchaus bewusst. Seine Starallüren standen ihm nicht selten im Wege. Zum Skandal kam es, als er sich für das Lehár Stück Der Mann mit den drei Frauen ein speziell für ihn komponiertes Lied wünschte. Als ihm das verweigert wurde, folgte prompt seine Krankmeldung, worauf die Theaterleitung des Theater an der Wien ihn des Vertragsbruchs beschuldigte und sogar verhaften ließ. Die Folge waren tumultartige Ausschreitungen seiner meist weiblichen Fans, die die Verhaftung verhindern wollten.
- Auf dem Einband der Partitur der «Lustigen Witwe», die Franz Lehár Hitler mit persönlicher Widmung schenkte, prangte das Porträt des Juden Louis Treumann als Danilo. «Die lustige Witwe» war Hitlers Lieblingsoperette.

## Tondokumente
Von Louis Treumann existieren Aufnahmen auf G&T (Wien 1903 und 1906), Odeon (Wien 1909), Zonophone (Wien 1911), Gramophone (Wien 1911 und 1914) sowie Electrola (Wien 1929).

## Filmografie
- 1915: Der schwarze Moritz (Co-Drehbuch)
- 1922: Die Maske der Schuld
- 1927: Der Rastelbinder
- 1929: Flucht in die Fremdenlegion
- 1929: Spiel um den Mann
- 1929: Trust der Diebe
- 1929: Katharina Knie
- 1930: Die Warschauer Zitadelle

## Hörbeispiele
- Franz Lehár, "O Vaterland, du machst bei Tag" aus Die Lustige Witwe, mit Louis Treumann und Orchester, Dir. Franz Hampe (Aufnahme: 1906) (MP3; 1,3 MB)
- Franz Lehár, "Lippen schweigen" aus Die Lustige Witwe, mit Mizzi Günther, Louis Treumann und Orchester, Dir. Franz Hampe (Aufnahme: 1906) (MP3; 1,7 MB)